# Phong trào ex-gay
Phong trào ex-gay bao gồm những người và tổ chức khuyến khích mọi người hạn chế tham gia hoặc theo đuổi các mối quan hệ đồng giới, loại bỏ ham muốn cùng giới và phát triển ham muốn khác giới hoặc tham gia vào một mối quan hệ khác giới.
Nó dựa trên sự tham gia của những cá nhân trước đây tự nhận mình là đồng tính nam, đồng tính nữ hoặc song tính nhưng không còn nữa; những cá nhân này có thể tuyên bố rằng họ đã loại bỏ hoàn toàn sự hấp dẫn của họ đối với người cùng giới hoặc đơn giản là họ không hành động trước sự hấp dẫn đó.
Đã có nhiều vụ bê bối liên quan đến phong trào này, bao gồm cả một số ex-gay tự nhận bị phát hiện có quan hệ đồng giới mặc dù đã phủ nhận điều này, cũng như tranh cãi về việc trẻ vị thành niên đồng tính bị buộc phải đến trại dành cho những người ex-gay trái với ý muốn của họ, và sự chấp nhận của các tổ chức liên quan đến phong trào rằng liệu pháp chuyển đổi không hoạt động.
Một số lượng lớn các nghiên cứu và sự đồng thuận khoa học toàn cầu chỉ ra rằng đồng tính nam, đồng tính nữ hoặc song tính tương thích với sức khỏe tâm thần bình thường và điều chỉnh xã hội. Vì lý do này, các tổ chức chuyên môn về sức khỏe tâm thần lớn không khuyến khích và cảnh báo các cá nhân không nên cố gắng thay đổi xu hướng tính dục của họ thành dị tính, đồng thời cảnh báo rằng cố gắng làm như vậy có thể có hại.